# كريس هوك
كريس هوك (بالإنجليزية: Chris Hawk)‏ هو متركمج أمريكي، ولد في 16 فبراير 1951 في مايووود في الولايات المتحدة، وتوفي في 23 أكتوبر 2009 في سان كليمينتي في الولايات المتحدة بسبب سرطان الفم.